# Тукмаков Володимир Борисович
Володи́мир Бори́сович Тукмаков (5 березня 1946, Одеса) — український шахіст, міжнародний гросмейстер, чемпіон України 1970 року; був головним тренером збірних Азербайджану та України з шахів.

## Турнірні результати

### Чемпіонати України
Володимир Тукмаков зіграв у шести фінальних турнірах чемпіонатів України, набравши загалом 59 очок зі 100 можливих (+42-24=34).
| Рік  | Місто            | Турнір                 | + | − | =  | Результат | Місце   |
| ---- | ---------------- | ---------------------- | - | - | -- | --------- | ------- |
| 1962 | Київ             | 31-й чемпіонат України | 8 | 7 | 2  | 9 з 17    | 9       |
| 1963 | Київ             | 32-й чемпіонат України | 7 | 7 | 3  | 8½ з 17   | 11 — 12 |
| 1966 | Київ             | 35-й чемпіонат України | 9 | 5 | 3  | 10½ з 17  | 5 — 6   |
| 1968 | Київ             | 37-й чемпіонат України | 6 | 2 | 9  | 10½ з 17  | 4 — 5   |
| 1969 | Івано-Франківськ | 38-й чемпіонат України | 4 | 1 | 10 | 9 з 15    | 4 — 5   |
| 1970 | Київ             | 39-й чемпіонат України | 8 | 2 | 7  | 11½ з 17  | Gold    |